# Марк Гантер (музикант)
Марк Гантер (нар. 26 травня 1977, Парма-Гейтс, Огайо, США) — американський музикант, більш відомий як вокаліст (і періодично гітарист) ґрув-метал гурту Chimaira.

## Раннє життя
Він народився в Парма-Гейтсі, штаті Огайо, США, 26 травня 1977 року.

## Кар'єра
Гантер заснував Chimaira в 1998 році. Гурт продав більше мільйона альбомів по всьому світу і шість разів дебютував у чарті Billboard 200. Crown of Phantoms 2013 року дебютувала під номером 54, продавши понад 7400 копій за перший тиждень випуску. Гантер був одним із головних авторів пісень для Chimaira та вважався лідером гурту. Він також згадується в примітках до альбому за допомогу з гітарами, концептами оформлення та створенням альбому.
Він був єдиним оригінальним учасником Chimaira після відходу в 2010 і 2011 роках. Місцева газета Cleveland Scene прозвала Гантера «Металічним Мойсеєм» у 2002 році за його популяризацію Стіни смерті - одного з різновидів мошу.

## Впливи
Гантер назвав Стенлі Кубрика, Ґаспара Ное, Трента Резнора та Slayer серед деяких із своїх впливів. Певне натхнення для створення ліричного змісту було почерпнуто з любові Хантера до кіно. Такі фільми, як "За межами чорної веселки", "Твін Пікс: Вогню, іди зі мною" і "Сяйво" згадувалися в численних інтерв’ю.

## Особисте життя

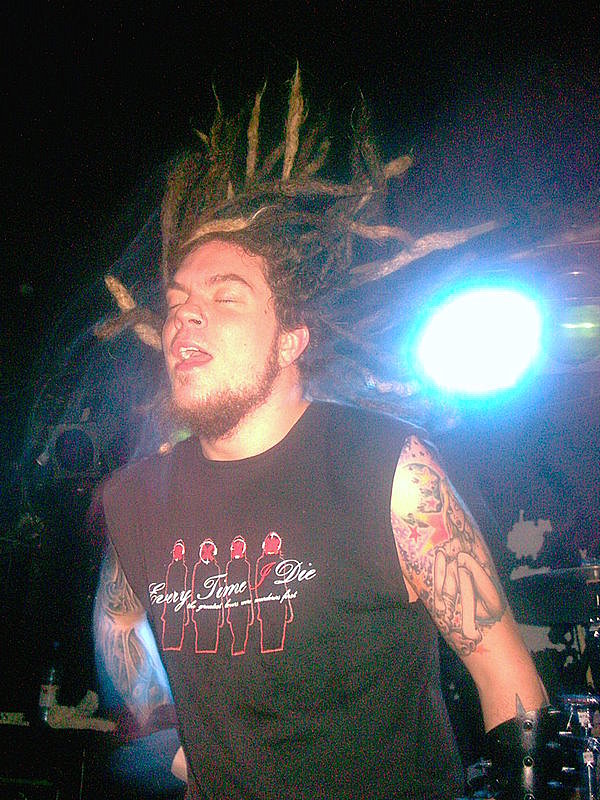
Гантер в 2004-му

Гантер займався муай-тай і був представлений у випуску Fight! за липень 2008 року. Magazine та випуск MMA Weekly за квітень 2009 року.
Чімайра та режисер Нік Кавальєр випустили документальний фільм Down Again у 2018 році, в якому Гантер розповідає про свою боротьбу з біполярним розладом, а також про інтерес до фотографії.
У Гантера діагностували рак щитоподібної залози, але зараз він у стані ремісії після повної тиреоїдектомії.

### Написання та блоґи
Гантер регулярно писав колонки для журналів Revolver і GunShyAssassin. Деякі з тем включали медитацію, подорожі та харчування. Він також написав примітки до «The Best of Mercyful Fate».

### Соціяльні мережи
У 2011 році Гантер звернувся до своїх акаунтів у Twitter і Facebook, щоб обговорити своє розчарування в музичній індустрії, що призвело до похвали колег-музикантів і журналістів.
- Metal Sucks – Why You Should Be Following Mark Hunter
- "misconception"-of-the-music-industry Metal Insider – Mark Hunter Discusses His Twitter Outburst

## Дискографія

### Chimaira
- This Present Darkness (EP)
- Pass Out of Existence
- The Impossibility of Reason
- Фредді проти Джейсона (саундтрек к фільму)
- Chimaira
- Resurrection
- The Infection
- Coming Alive (збірник відео-кліпів)
- The Age of Hell
- Crown of Phantoms

### Попередні гурти та гостьові роботи
- Гітарист та вокаліст хардкор-гурту Skipline (1995–1997)
- Гітарист стоунер-рок-гурту High Point (2003)
- Гітарист The Demonic Knights of Aberosh
- Бек-вокал у пісні «In the Face of the Faceless» гурту Forever in Terror в альбомі «Restless in the Tides»
- Вокал у пісні "13 Years" гурту STEMM в альбомі Songs for the Incurable Heart
- Вокал у пісні "The Enemy" на альбомі Roadrunner United
- Вокал у пісні "Mask of the Damned" групи The Elite на EP World War III
- Вокал у пісні "Faith Destroyed" гурту Excellent Cadaver в альбомі Faith Destroyed.
- Вокал у пісні "Desert Dread" від Ghost Iris в альбомі Comatose
- Вокал у пісні "Parasite" від Bleed the Sky для їхнього нового синглу. (02-2023)

### Виробничі внески
- The Impossibility of Reason (співпродюсер)
- Chimaira
- The Infection (співпродюсер)
- The Age of Hell (співпродюсер)
- Crown of Phantoms (помічник камери/монтажер для DVD)